# عبدالاحمد جاوید
عبدالاحمد جاوید (زادهٔ ۱ ژانویه ۱۹۲۷ در کابل – درگذشتهٔ ۳۱ ژوئیه ۲۰۰۲ در لندن) پژوهشگر، ادبیات‌شناس و رئیس پیشین دانشگاه کابل بود. عبدالاحمد جاوید از معدود ادب‌پژوهان افغانستان است که تحقیقات سودمند فراوانی در گستره ادبیات‌شناسی، زبان و فرهنگ فارسی دری انجام داده‌اند.

## زندگی
عبدالاحمد جاوید در سال ۱۹۲۷ در کابل به دنیا آمد و تحصیلات ابتدایی و متوسطهٔ خود را نیز در همین شهر به پایان رساند. در سال ۱۹۴۳ وارد دانشکده ادبیات دانشگاه کابل شد. وی سپس برای ادامه تحصیل راهی تهران شد و در سال ۱۹۵۶ موفق به اخذ درجه دکترای ادبیات فارسی از دانشگاه تهران شد.
او پس از بازگشت به افغانستان، در دانشکدهٔ ادبیات دانشگاه کابل مشغول به تدریس شد. وی در سال ۱۹۷۲ میلادی به ریاست دانشگاه کابل رسید.
از او که یکی از محققان و ادب شناسان سرشناس افغان بود، ده‌ها کتاب، رساله و مقاله در زمینه زبان و فرهنگ فارسی برجای مانده است.

## فعالیت ادبی
احمد جاوید در میان اهل ادب و اهل دانشگاه در افغانستان شهرت و اعتبار فراوانی داشته است و مقامات حکومتی نیز او را از بزرگ‌ترین شخصیت‌های این عصر دانسته‌اند.
جاوید به مدد آشنایی با سرشناس‌ترین ادبیات‌شناسان و پژوهشگران ایران و نیز با بهره‌مندی از تسلط به زبان‌های انگلیسی و عربی امکان استفاده از منابع و متون تألیف شده به این زبان‌ها را در اختیار داشت. از طرف دیگر، به خاطر داشتن دسترسی به‌شماری از مهم‌ترین نسخه‌های خطی و منحصربه‌فردی از دیوان‌های اشعار شاعران فارسی‌زبان که در آرشیو ملی افغانستان نگه‌داری می‌شده توانست قدم در راه‌هایی بگذارد که روندگان اندکی دارند.
جاوید همچنین با گردآوری شماری از قصه‌های بومی رایج در افغانستان نشان داده است که در پی شناختن و شناساندن فرهنگ بومی و عقاید و باورهای رواج یافته در میان مردم سرزمینش است.
او زبان فارسی را دومین زبان تمدن اسلامی می‌دانست و با اشاره به گستردگی رواج این زبان در قلمروهای اسلامی معتقد بود که فارسی را نباید زبان یک قوم دانست، بلکه این زبان حلقهٔ وصلی میان اقوام و گویندگان دیگر زبان‌ها در منطقه بوده است.

## آثار
شماری از آثار پژوهشی و مقالات جاوید با هدف روشنی‌افگندن به آثار ادبی و میراث فرهنگی پدید آمده در قلمرو افغانستان نگاشته شده‌اند. شماری دیگر به بحث‌هایی در سراسر حوزهٔ زبان فارسی اختصاص یافته که مقالات او در مورد فردوسی و سعدی از این جمله‌اند.

## درگذشت
دکتر جاوید که در سال‌های پایانی عمر خود در لندن به سر می‌برد، پیش از مرگ برای دوره‌ای طولانی در بستر بیماری بود و سرانجام، روز چهارشنبه ۳۱ ژوئیه ۲۰۰۲، در سن هفتاد و پنج سالگی در شهر لندن درگذشت.

## پی‌نوشت
1. ↑  https://www.dw.com/fa-af/پنج-سال-پس-از-استاد-جاويد/a-3163789
2. ↑  http://www.ariaye.com/dari9/farhangi/baqaye3.html
3. ↑  ایرج، «یادی از جاوید»، بی‌بی‌سی.
4. ↑  «دکتر احمد جاوید درگذشت». وبگاه بی‌بی‌سی. بایگانی‌شده از اصلی در ۷ اکتبر ۲۰۱۳. دریافت‌شده در ۱۰ ژوئن ۲۰۰۸.
5. ↑  ایرج، «یادی از جاوید»، بی‌بی‌سی.
6. ↑  ایرج، «یادی از جاوید»، بی‌بی‌سی.
7. ↑  ایرج، «یادی از جاوید»، بی‌بی‌سی.
8. ↑  ایرج، «یادی از جاوید»، بی‌بی‌سی.
9. ↑  ایرج، «یادی از جاوید»، بی‌بی‌سی.
10. ↑  ایرج، «یادی از جاوید»، بی‌بی‌سی.
11. ↑  ایرج، «یادی از جاوید»، بی‌بی‌سی.
12. ↑  جاوید و  رهین، اوستا….
13. ↑  جاوید، فرهنگ جاوید.
14. ↑  جاوید، مقالات جاوید.
15. ↑  مولایی، «نگاهی گذرا به آثار جاوید»، بی‌بی‌سی.
16. ↑  ایرج، «یادی از جاوید»، بی‌بی‌سی.
17. ↑  «پنجمین سال درگذشت استاد احمد جاوید». وبگاه بی‌بی‌سی.